# Bryant Young
Bryant Colby Young (Chicago Heights, Illinois, 27 de enero de 1972), más conocido como Bryant Young, es un exjugador profesional estadounidense de fútbol americano que se desempeñó en la posición de defensive tackle en la National Football League (NFL). Es miembro del Salón de la Fama del Fútbol Americano Profesional.

## Carrera
Young jugó como profesional catorce temporadas en San Francisco 49ers (1994-2007), equipo en el que se retiró.

## Reconocimiento
En 2022, ingresó como miembro al Salón de la Fama del Fútbol Americano Profesional.